# Otto Bühler
Otto Bühler (né et mort à des dates inconnues) était un joueur de football suisse, qui jouait en tant que milieu de terrain.

## Biographie
Pendant sa carrière de club, Bühler évolue dans le club du championnat suisse du Grasshopper-Club Zürich, lorsque l'entraîneur suisse Heini Müller le convoque pour participer à la coupe du monde 1934 en Italie, où la sélection parvient jusqu'en quart-de-finale.